# Comte d'Eck
Christian Friedrich Graf Von Eck, Comte d'Eck (?-1712) va ser el general major dels exèrcits austracistes, a les ordres del mariscal Guido von Starhemberg, de qui era un home de confiança.
Va ser enviat al baluard de Cardona per governar-lo i protegir-lo durant el setge borbònic de l'hivern de 1711 i va morir el Gener/Febrer de 1712 a l'hospital de Sant Andreu de Manresa com a conseqüència d'una ferida rebuda durant la batalla de Cardona.
El comte a ser enterrat a la Col·legiata Basílica de Santa Maria de Manresa.